# باز-عقاب سیاه
باز-عقاب سیاه (نام علمی: Spizaetus tyrannus)، همچنین به عنوان باز-عقاب خودکامه شناخته می‌شود، یک گونه عقاب است که از مرکز مکزیک تا آمریکای مرکزی در جنوب برزیل تا کلمبیا، شرق پرو و شمال آرژانتین یافت می‌شود. دو زیرگونه شناخته‌شده وجود دارد، S.t. tyrannus، که در جنوب شرق برزیل و شمال شرق آرژانتین یافت می‌شود و کمی کوچک‌تر S. t. serus، که می‌توان آن را در جاهای دیگر در سراسر محدوده این گونه یافت. زیستگاه‌های ترجیحی آن شامل جنگل‌های مرطوب و نمناک و نزدیک رودخانه‌ها و چندین نوع جنگل است. این گونه نامعمول تا نسبتاً رایج در اکثر محدوده آن است. نزدیک‌ترین خویشاوند آن بازعقاب زیبا است که از نظر اندازه، ظاهر و رفتار مشابه است اما در ارتفاعات پایین زندگی می‌کند.

## نگارخانه

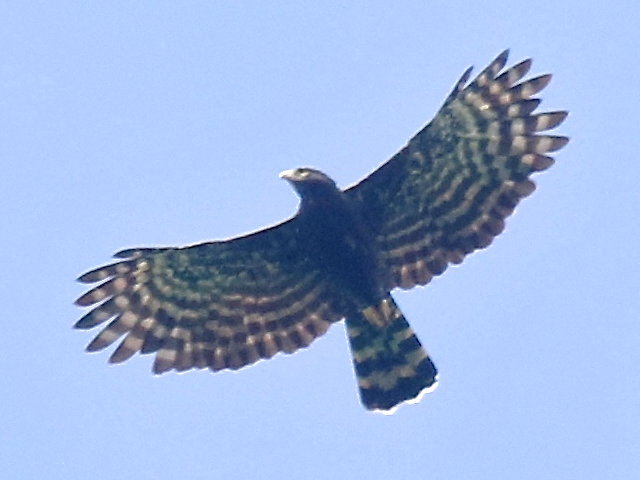
منطقه آیلیگاندی، پاناما
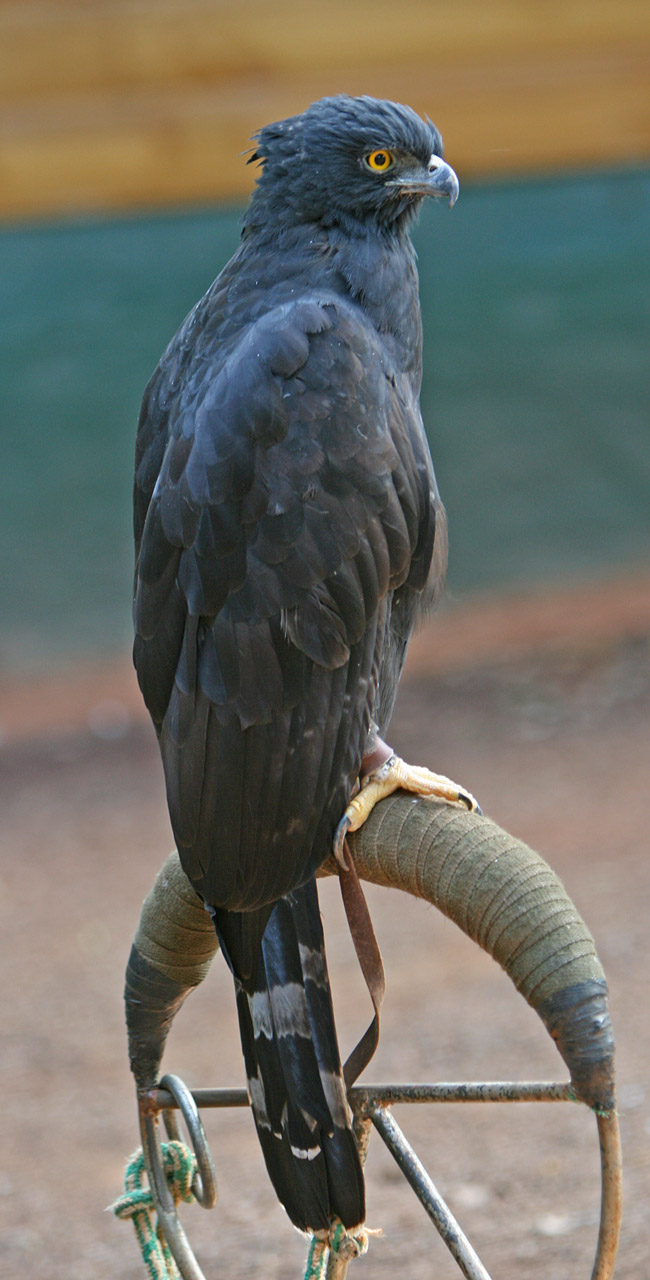
یک بازعقاب سیاه بالغ در اسارت.
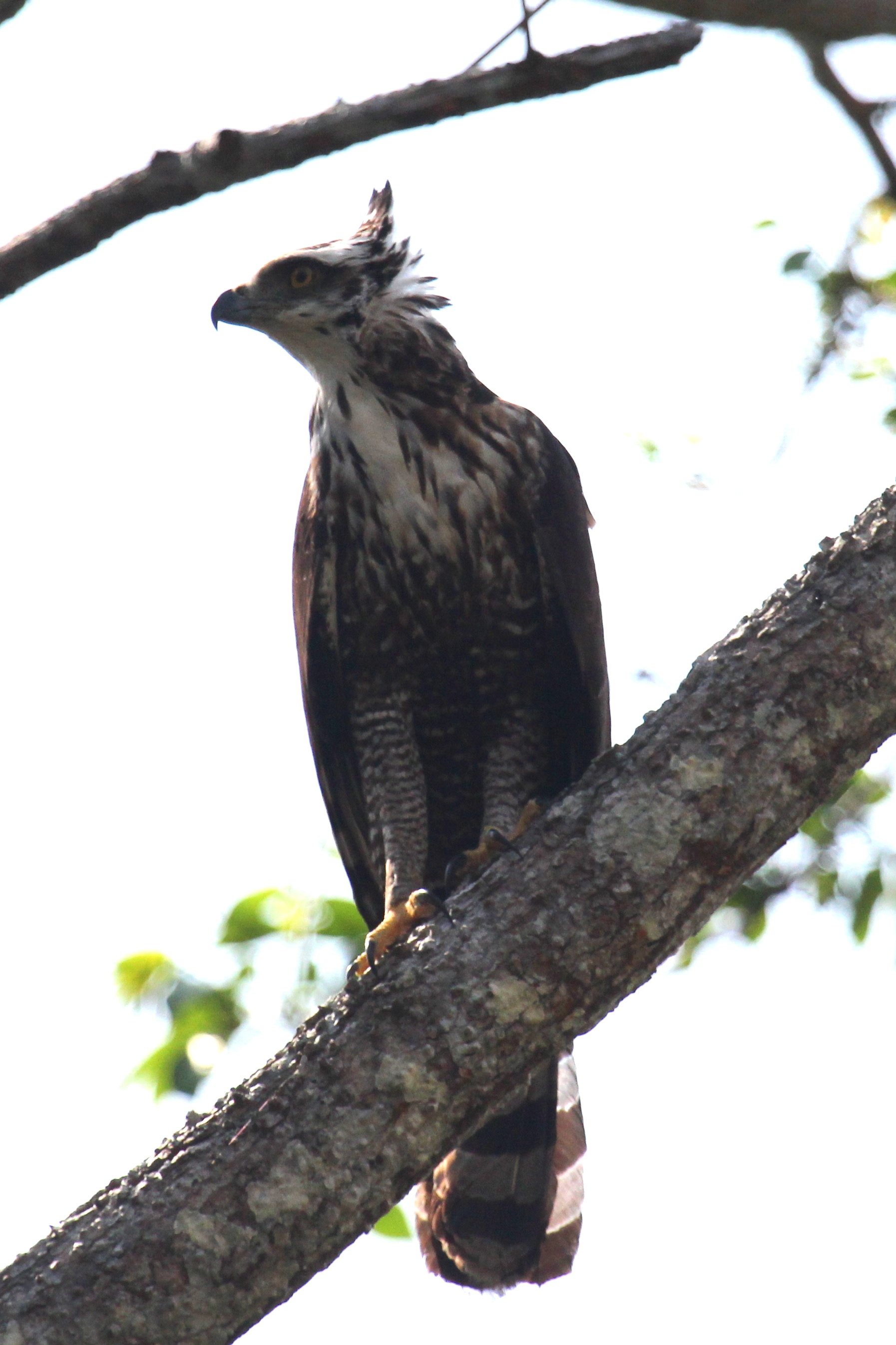
بازعقاب سیاه نوجوان وحشی.